# Portugal nos Jogos Mundiais
Portugal participou pela primeira vez dos Jogos Mundiais em 1981, em Santa Clara (CA), Estados Unidos da América. Desde então tem participado de todas as edições dos Jogos Mundiais.
Até aos Jogos Mundiais de 2025, foram conquistadas um total de trinta e seis medalhas (nove ouros, onze pratas e dezasseis bronzes) em dez modalidades. A Ginástica forneceu o maior número de medalhas,13 (6 pratas e 7 bronzes).

## Conquistas

### Medalhas por Jogos[3]
| Jogos                 | Atletas | Ouro | Prata | Bronze | Total | Classificação |
| --------------------- | ------- | ---- | ----- | ------ | ----- | ------------- |
| Santa Clara (CA) 1981 |         | 1    | 0     | 0      | 1     | 21º lugar     |
| Londres 1985          |         | 0    | 0     | 1      | 1     | 28º lugar     |
| Karlsruhe 1989        |         | 2    | 0     | 0      | 2     | 15º lugar     |
| Haia 1993             |         | 1    | 0     | 2      | 3     | 34º lugar     |
| Lahti 1997            |         | 0    | 0     | 0      | -     | -             |
| Akita 2001            |         | 1    | 1     | 1      | 3     | 23º lugar     |
| Duisburg 2005         |         | 0    | 1     | 2      | 3     | 49º lugar     |
| Kaohsiung 2009        |         | 0    | 2     | 0      | 2     | 42º lugar     |
| Cali 2013             |         | 0    | 1     | 2      | 3     | 48º lugar     |
| Breslávia 2017        |         | 0    | 0     | 3      | 3     | 55º lugar     |
| Birmingham (AL) 2022  | 47      | 1    | 3     | 1      | 5     | 36º lugar     |
| Chengdu 2025          | 56      | 3    | 3     | 4      | 10    | 27º lugar     |
| Karlsruhe 2029        |         |      |       |        |       |               |

## Participações

### Modalidades[5]
|                       | Andebol  | Canoagem  | Corfbol | Ciclismo | Dança  | Dança    | Esqui  | Hóquei     | Ginástica | Ginástica  | Ginástica | Ju-Jitsu | Kickboxing | Patinagem  | Patinagem | Rugby  | Triatlo | Wushu |
| Praia                 | Maratona | Artístico | Corfbol | Breaking | Latina | Aquático | Patins | Acrobática | Aeróbica  | Trampolins | Artística | Ju-Jitsu | Kickboxing | Velocidade | Sevens    | Duatlo |         | Wushu |
| --------------------- | -------- | --------- | ------- | -------- | ------ | -------- | ------ | ---------- | --------- | ---------- | --------- | -------- | ---------- | ---------- | --------- | ------ | ------- | ----- |
| Santa Clara (CA) 1981 |          |           |         |          |        |          |        | X          |           |            |           |          |            |            |           |        |         |       |
| Londres 1985          |          |           |         |          |        |          |        | X          |           |            |           |          |            |            |           |        |         |       |
| Karlsruhe 1989        | X        |           |         |          |        |          |        | X          |           |            |           |          |            |            |           |        |         |       |
| Haia 1993             |          | X         |         |          |        |          |        | X          |           |            |           |          |            |            |           |        |         |       |
| Lahti 1997            |          |           |         |          |        |          |        | X          |           |            |           |          |            |            |           |        |         |       |
| Akita 2001            | X        | X         |         |          |        |          |        | X          |           |            |           |          |            |            |           |        |         |       |
| Duisburg 2005         | X        | X         |         |          |        |          |        |            |           |            |           |          |            |            |           |        |         |       |
| Kaohsiung 2009        |          | X         | X       |          |        |          |        |            |           |            |           |          |            |            |           |        |         |       |
| Cali 2013             | X        | X         |         |          |        |          |        |            |           |            |           |          |            |            |           |        |         |       |
| Breslávia 2017        | X        | X         | X       | X        | X      | X        | X      | X          |           |            |           |          |            |            |           |        |         |       |
| Birmingham (AL) 2022  | X        | X         |         | X        | X      |          | X      | X          |           |            | X         |          |            |            |           |        |         |       |
| Chengdu 2025          | X        | X         |         | X        | X      |          | X      | X          |           |            | X         | X        |            |            |           |        |         |       |
| Karlsruhe 2029        |          |           |         |          |        |          |        |            |           |            |           |          |            |            |           |        |         |       |